# 大切な君へ
「大切な君へ」は井上苑子の楽曲。2015年7月1日にミニアルバム「#17」の収録曲として、2015年6月10日に先行配信された。

## 収録作品
- #17（#1）
- Hello（#1）
- 井上苑子レンタルセレクション（#3）

| サブスタブ | この項目は、まだ閲覧者の調べものの参照としては役立たない、書きかけの項目です。この項目を加筆・訂正などしてくださる協力者を求めています。このテンプレートは分野別のサブスタブテンプレートやスタブテンプレート（Wikipedia:分野別のスタブテンプレート参照）に変更することが望まれています。 |